# Бруно'с Магпайс
Бруно'с Магпайс (на английски: F.C. Bruno's Magpies, на български: Свраките на Бруно) познат и като ФК Магпайс е полупрофесионален футболен отбор от Гибралтар, задморска територия на Великобритания. Отборът печели 14 пъти подред титлата на Гибралтар от 2003 – 2016 години. 

## История
Клубът е основан през 2013 г. от група приятели, обичащи да си пийват в един от гибралтарските барове - bruno's. През първите два сезона клубът завършва в средата на таблицата във втора дивизия.
През сезон 2015/2016 отборът е спонсориран от гибралтарската туристическа компания Chesterons. 
През октомври 2016 г. клубът назначава като старши треньор, бившия помощник-треньор на националния отбор на Гибралтар Дейви Уилсо и завършва на 2-ро място в лигата. Клубът играе в плейофите с Манчестър 62, но губи с 3-1 и остава в същата дивизия.
През следващия сезон отборът заема 3-то място, а през 2019 г. най-накрая достига до Националната дивизия на Гибралтар.
Клубът започва активно да развива и фен база. 
През 2022/23 постига първите си успехи, като завоюва бронзовите медали в шампионата и взема Купата на Гибралтар. 
Прави дебют в Лига на Конференциите през 2022/23 като отпада от северноирландския „Крусейдърс (Белфаст)“ с 2:1 и 1:3.

## Успехи
- Първа дивизия
  -  Бронзов медал (2): 2022/23, 2023/24
- Втора дивизия
  -  Шампион (1): 2019/20
- Купа на Скалата:
  -  Носител (2): 2022/23, 2024/25
  -  Финалист (4): 2001, 2003, 2017, 2022/23
- GFA Challenge Trophy
  -  Носител (1) : 2021